# Roy (biograf)
Roy, även marknadsförd som Bio Roy, är en biograf belägen på Kungsportsavenyn 45 i Göteborg och ägd av Folkets Hus och Parker. Den invigdes 1940 under namnet Royal. Biografen ägdes tidigare av Sandrews och därefter fram till 2008 av Astoria. Efter Folkets Hus och Parkers övertagande bytte biografen namn till det nuvarande. Bion har 193 platser, varav 46 på balkong. Den är enda biograf som återstår på Avenyn, vid sidan av nedlagda och senare återstartade Göta.

## Historik
När biografen invigdes den 20 april 1940 ägdes den av Royal Film. Byggnaden i funkisstil är ritad av arkitekten Nils Olsson, och inredningen stod den danskfödde inredningsarkitekten Marcus M Lorentsen för.
När biografen renoverades 1994 sparade man stora delar av inredningen, men man byggde en ny biljettkassa ritad av Rolf Lindegren. Man uppdaterade även ljudanläggningen, vilket resulterade i att Royal kom att bli den första biografen i Göteborg som kvalificerade sig för THX-certifikat. Efter Astorias konkurs var biografen nedläggningshotad, men i maj 2008 meddelade Folkets Hus och Parker att de skulle ta över driften av biografen den 7 november 2008.
Det nuvarande namnet Roy är dels en hyllning till Roy Andersson och dels en konsekvens av att Folkets Hus och Parker, efter ägarbytet inte fick överta rättigheterna till namnet Royal. De nya ägarna fick dock, med hänsyn till gatubildens bevarande, inte plocka bort neonskylten med texten Royal, men däremot tilläts de släcka ner de sista bokstäverna i namnet.
Biografen visar film både som del av en normal programsättning och vid enstaka visningar. Dessutom är man visningsbiograf under Göteborgs filmfestival. Förutom filmvisningar ägnar man sig åt direksändningar (via satellit) av opera, teater och balett. Bland annat direktsänds från Metropolitan i New York, samt National Theatre och The Barbican Theatre i London.

## Interiör och platser
Interiörerna är påkostade, med många målningar av Hugo Öfverström i salongen. Direkt till höger om entrén finns ett mässingsräcke som i snirkliga bokstäver stavar RBio.
Biografen har (2021) sammanlagt 193 platser. De är fördelade på nio rader på parkett och fyra rader på balkong. De två bakersta raderna på parkett består av soffor, eller så kallade dubbelplatser. På balkongen har Roy små bord mellan varje fåtölj.